# Tournoi masculin de hockey sur glace aux Jeux olympiques d'hiver de 2002
Navigation
Nagano 1998 Turin 2006
Le tournoi de hockey sur glace aux Jeux olympiques de Salt Lake City a lieu du 9 au 24 février 2002.

## Qualifications
Le classement final du Championnat du monde 1999 a été utilisé pour déterminer les six premières places, directement admises au premier tour, et les septième et huitième places, admises au tour préliminaire. Un tournoi de qualification permet d'attribuer les six places restantes.
Pays qualifiés pour la compétition :
| - États-Unis (hôte) - Tchéquie (1er Mondial A) - Finlande (2e Mondial A) - Suède (3e Mondial A) - Canada (4e Mondial A) - Russie (5e Mondial A) - Slovaquie (7e Mondial A) | - Suisse (8e Mondial A) - Allemagne (Qualification) - Ukraine (Qualification) - Biélorussie (Qualification) - Lettonie (Qualification) - France (Qualification) - Autriche (Qualification) |

## Tournoi olympique

### 1ertour
L'Allemagne et la Biélorussie sont qualifiées pour le tour suivant.

#### Groupe A
| 9 février 2002 | Slovaquie | 0-3 (0-0, 0-2, 0-1) | Allemagne | E-Center 8 504 spectateurs |

| Feuille de match | Feuille de match | Feuille de match | Feuille de match                                                                                           | Feuille de match                                                                   |
| ---------------- | ---------------- | ---------------- | --- | ---------------------------------------------------------------------------------- |
|                  |                  | 0-1 0-2 0-3      | 22 min 12 s - Rumrich (IN) 25 min 46 s - Benda (MacKay, Soccio) (SN) 59 min 7 s - Kathan (Seidenberg) (CV) | Arbitrage : Kevin Acheson Juges de lignes : James Donald Garofalo Sergueï Koulakov |
| Pavol Rybár      | Gardiens         | Marc Seliger     | | Arbitrage : Kevin Acheson Juges de lignes : James Donald Garofalo Sergueï Koulakov |
| 8 min            | Pénalités        | 10 min           | | Arbitrage : Kevin Acheson Juges de lignes : James Donald Garofalo Sergueï Koulakov |
| 29               | Tirs             | 17               | | Arbitrage : Kevin Acheson Juges de lignes : James Donald Garofalo Sergueï Koulakov |

| 9 février 2002 | Autriche | 2-4 (1-2, 1-2, 0-0) | Lettonie | Peaks Ice Arena 6 159 spectateurs |

| Feuille de match | Feuille de match                                            | Feuille de match        | Feuille de match | Feuille de match                                                           |
| ---------------- | ----------------------------------------------------------- | ----------------------- | --- | -------------------------------------------------------------------------- |
|                  | Setzinger (Salfi) (SN) - 18 min 56 s Trattnig - 21 min 16 s | 0-1 0-2 1-2 2-2 2-3 2-4 | 1 min 3 s - Fanduls (Beļavskis, Kerčs) (SN) 7 min 38 s - Bondarevs (Astašenko, Seņins) 24 min 40 s - Panteļejevs (Tambijevs, Vītoliņš) 28 min 29 s - Vītoliņš (Tambijevs, Sorokins) | Arbitrage : Danny Kurmann Juges de lignes : Derek Nansen Sergueï Shelyanin |
| Reinhard Divis   | Gardiens                                                    | Sergejs Naumovs         | | Arbitrage : Danny Kurmann Juges de lignes : Derek Nansen Sergueï Shelyanin |
| 16 min           | Pénalités                                                   | 12 min                  | | Arbitrage : Danny Kurmann Juges de lignes : Derek Nansen Sergueï Shelyanin |
| 19               | Tirs                                                        | 28                      | | Arbitrage : Danny Kurmann Juges de lignes : Derek Nansen Sergueï Shelyanin |

| 10 février 2002 | Autriche | 2-3 (0-2, 2-0, 0-1) | Allemagne | Peaks Ice Arena 6 444 spectateurs |

| Feuille de match | Feuille de match                                                              | Feuille de match    | Feuille de match                                                                                           | Feuille de match                                                          |
| ---------------- | ----------------------------------------------------------------------------- | ------------------- | --- | ------------------------------------------------------------------------- |
|                  | Ressmann (Trattnig, Perthaler) (SN) - 23 min 20 s Unterluggauer - 39 min 56 s | 0-1 0-2 1-2 2-2 2-3 | 1 min 21 s - Kathan (Soccio, Kunce) 19 min 14 s - Soccio (Kathan, Morczinietz) 58 min 46 s - Loth (MacKay) | Arbitrage : Scott Hansen Juges de lignes : Antti Hämäläinen Johan Norrman |
| Reinhard Divis   | Gardiens                                                                      | Marc Seliger        | | Arbitrage : Scott Hansen Juges de lignes : Antti Hämäläinen Johan Norrman |
| 16 min           | Pénalités                                                                     | 12 min              | | Arbitrage : Scott Hansen Juges de lignes : Antti Hämäläinen Johan Norrman |
| 31               | Tirs                                                                          | 22                  | | Arbitrage : Scott Hansen Juges de lignes : Antti Hämäläinen Johan Norrman |

| 10 février 2002 | Lettonie | 6-6 (2-2, 2-4, 2-0) | Slovaquie | E-Center 8 377 spectateurs |

| Feuille de match | Feuille de match | Feuille de match                                | Feuille de match | Feuille de match                                                             |
| ---------------- | --- | ----------------------------------------------- | --- | ---------------------------------------------------------------------------- |
|                  | Fanduls (Ozoliņš) (SN) - 6 min 39 s Ņiživijs (Ozoliņš) - 11 min 45 s Macijevskis (Cipruss, Ņiživijs) - 25 min 2 s Macijevskis (Ozoliņš) - 39 min 56 s Beļavskis (Semjonovs) - 44 min 45 s Tribuncovs (Ozoliņš, Cipruss) (SN) - 47 min 43 s | 0-1 1-1 1-2 2-2 3-2 3-3 3-4 3-5 3-6 4-6 5-6 6-6 | 0 min 11 s - Stümpel (Lintner,Višňovský) 8 min 23 s - Pardavý (Majeský) 25 min 37 s - Hossa (Stümpel) 28 min 13 s - Višňovský (Demitra) (SN2) 33 min 20 s - Petrovický (Hossa,Pavlikovský) (SN) 38 min 20 s - Demitra (Petrovický) | Arbitrage : Ulf Rådbjer Juges de lignes : Sergueï Koulakov Sergueï Shelyanin |
| Sergejs Naumovs  | Gardiens | Pavol Rybár Ján Lašák (à 25 min 2 s)            | | Arbitrage : Ulf Rådbjer Juges de lignes : Sergueï Koulakov Sergueï Shelyanin |
| 12 min           | Pénalités | 12 min                                          | | Arbitrage : Ulf Rådbjer Juges de lignes : Sergueï Koulakov Sergueï Shelyanin |
| 24               | Tirs | 35                                              | | Arbitrage : Ulf Rådbjer Juges de lignes : Sergueï Koulakov Sergueï Shelyanin |

| 12 février 2002 | Slovaquie | 2-3 (1-1, 1-1, 0-1) | Autriche | E-Center 8 362 spectateurs |

| Feuille de match | Feuille de match                                                     | Feuille de match    | Feuille de match                                                                                             | Feuille de match                                                           |
| ---------------- | -------------------------------------------------------------------- | ------------------- | --- | -------------------------------------------------------------------------- |
|                  | Pavlikovský (Pardavý) (SN) - 2 min 27 s Lintner (Kapuš) - 32 min 7 s | 0-1 1-1 1-2 2-2 2-3 | 2 min 27 s - Wheeldon (Lavoie) 25 min 3 s - Kalt (Wheeldon, Brandner) 49 min 9 s - Unterluggauer (Lanzinger) | Arbitrage : Danny Kurmann Juges de lignes : Antti Hämäläinen Eduards Odiņš |
| Ján Lašák        | Gardiens                                                             | Reinhard Divis      | | Arbitrage : Danny Kurmann Juges de lignes : Antti Hämäläinen Eduards Odiņš |
| 22 min           | Pénalités                                                            | 28 min              | | Arbitrage : Danny Kurmann Juges de lignes : Antti Hämäläinen Eduards Odiņš |
| 29               | Tirs                                                                 | 30                  | | Arbitrage : Danny Kurmann Juges de lignes : Antti Hämäläinen Eduards Odiņš |

| 12 février 2002 | Allemagne | 4-1 (2-1, 2-0, 0-0) | Lettonie | Peaks Ice Arena 6 574 spectateurs |

| Feuille de match | Feuille de match | Feuille de match    | Feuille de match                             | Feuille de match                                                       |
| ---------------- | --- | ------------------- | -------------------------------------------- | ---------------------------------------------------------------------- |
|                  | Reichel (Abstreiter) - 2 min 21 s Soccio (Kathan, Morczinietz) - 4 min 7 s Ustorf - 22 min 56 s Kathan (Soccio) - 33 min 57 s | 1-0 2-0 2-1 3-1 4-1 | 6 min 34 s - Cipruss (Ņiživijs, Macijevskis) | Arbitrage : Rami Savolainen Juges de lignes : Panu Bruun Johan Norrman |
| Marc Seliger     | Gardiens | Artūrs Irbe         |                                              | Arbitrage : Rami Savolainen Juges de lignes : Panu Bruun Johan Norrman |
| 10 min           | Pénalités | 10 min              |                                              | Arbitrage : Rami Savolainen Juges de lignes : Panu Bruun Johan Norrman |
| 29               | Tirs | 26                  |                                              | Arbitrage : Rami Savolainen Juges de lignes : Panu Bruun Johan Norrman |

| Clt   | Équipe    | PJ | V | D | N | BP | BC | Diff | Pts |
| ----- | --------- | -- | - | - | - | -- | -- | ---- | --- |
| +001, | Allemagne | 3  | 3 | 0 | 0 | 10 | 3  | +7   | 6   |
| +002, | Lettonie  | 3  | 1 | 1 | 1 | 11 | 12 | -1   | 3   |
| +003, | Autriche  | 3  | 1 | 2 | 0 | 7  | 9  | -2   | 2   |
| +004, | Slovaquie | 3  | 0 | 2 | 1 | 6  | 10 | -4   | 1   |

- Qualifié pour le second tour

#### Groupe B
| 9 février 2002 | Biélorussie | 1-0 (0-0, 0-0, 1-0) | Ukraine | Peaks Ice Arena 6 294 spectateurs |

| Feuille de match | Feuille de match                                 | Feuille de match                                   | Feuille de match | Feuille de match                                                        |
| ---------------- | ------------------------------------------------ | -------------------------------------------------- | ---------------- | ----------------------------------------------------------------------- |
|                  | Mikoultchyk (Skabelka, Stas) (SN2) - 47 min 49 s | 1-0                                                |                  | Arbitrage : Vladimír Mihálik Juges de lignes : Petr Blümel Rudolf Lauff |
| Siarheï Chabanaw | Gardiens                                         | Kostiantin Simtchouk Ihor Karpenko (à 58 min 17 s) |                  | Arbitrage : Vladimír Mihálik Juges de lignes : Petr Blümel Rudolf Lauff |
| 16 min           | Pénalités                                        | 16 min                                             |                  | Arbitrage : Vladimír Mihálik Juges de lignes : Petr Blümel Rudolf Lauff |
| 30               | Tirs                                             | 17                                                 |                  | Arbitrage : Vladimír Mihálik Juges de lignes : Petr Blümel Rudolf Lauff |

| 9 février 2002 | Suisse | 3-3 (1-1, 0-1, 2-1) | France | E-Center 8 504 spectateurs |

| Feuille de match | Feuille de match | Feuille de match        | Feuille de match | Feuille de match                                                              |
| ---------------- | --- | ----------------------- | --- | ----------------------------------------------------------------------------- |
|                  | Aeschlimann (Sutter) (SN) - 10 min 26 s Rötheli (Sutter, Streit) (SN) - 42 min 26 s Streit (Keller, Aeschlimann) - 55 min 20 s | 0-1 1-1 1-2 2-2 2-3 3-3 | 2 min 50 s - M. Rozenthal (Bozon) (SN2) 25 min 46 s - Bozon (M. Rozenthal) 52 min 25 s - M. Rozenthal (Meunier) (SN) | Arbitrage : Rami Savolainen Juges de lignes : Panu Markus Bruun Eduards Odiņš |
| David Aebischer  | Gardiens | Cristobal Huet          | | Arbitrage : Rami Savolainen Juges de lignes : Panu Markus Bruun Eduards Odiņš |
| 10 min           | Pénalités | 14 min                  | | Arbitrage : Rami Savolainen Juges de lignes : Panu Markus Bruun Eduards Odiņš |
| 33               | Tirs | 21                      | | Arbitrage : Rami Savolainen Juges de lignes : Panu Markus Bruun Eduards Odiņš |

| 11 février 2002 | Ukraine | 5-2 (2-1, 2-1, 1-0) | Suisse | E-Center 8 387 spectateurs |

| Feuille de match | Feuille de match | Feuille de match                              | Feuille de match                                                                   | Feuille de match                                                       |
| ---------------- | --- | --------------------------------------------- | ---------------------------------------------------------------------------------- | ---------------------------------------------------------------------- |
|                  | Oletsky (IN) - 2 min 8 s Fedotenko (Ponikarovsky) - 14 min 20 s Varlamov - 21 min 19 s Chakhraïtchouk (Lytvynenko, Klimentiev) - 31 min 35 s Oletsky (Bobrovnikov) - 42 min 34 s | 1-0 2-0 2-1 3-1 3-2 4-2 5-2                   | 16 min 2 s - Jeannin (Aeschlimann, Rötheli) 28 min 41 s - Rüthemann (von Arx) (SN) | Arbitrage : Kevin Acheson Juges de lignes : Petr Blümel James Garofalo |
| Ihor Karpenko    | Gardiens | David Aebischer Martin Gerber (à 21 min 19 s) |                                                                                    | Arbitrage : Kevin Acheson Juges de lignes : Petr Blümel James Garofalo |
| 26 min           | Pénalités | 18 min                                        |                                                                                    | Arbitrage : Kevin Acheson Juges de lignes : Petr Blümel James Garofalo |
| 26               | Tirs | 29                                            |                                                                                    | Arbitrage : Kevin Acheson Juges de lignes : Petr Blümel James Garofalo |

| 11 février 2002 | Biélorussie | 3-1 (1-1, 1-0, 1-0) | France | Peaks Ice Arena 6 214 spectateurs |

| Feuille de match | Feuille de match | Feuille de match | Feuille de match                  | Feuille de match                                                     |
| ---------------- | --- | ---------------- | --------------------------------- | -------------------------------------------------------------------- |
|                  | Rasolko (Jourik) (SN2) - 8 min 19 s Tsyplakow (Romanow, Khmyl) (SN) - 36 min 25 s D. Pankov (Bekbulatov) - 57 min 56 s | 0-1 1-1 2-1 3-1  | 3 min 34 s - M. Rozenthal (Bozon) | Arbitrage : Scott Hansen Juges de lignes : Rudolf Lauff Derek Nansen |
| Siarheï Chabanaw | Gardiens | Cristobal Huet   |                                   | Arbitrage : Scott Hansen Juges de lignes : Rudolf Lauff Derek Nansen |
| 14 min           | Pénalités | 10 min           |                                   | Arbitrage : Scott Hansen Juges de lignes : Rudolf Lauff Derek Nansen |
| 21               | Tirs | 22               |                                   | Arbitrage : Scott Hansen Juges de lignes : Rudolf Lauff Derek Nansen |

| 12 février 2002 | Suisse | 2-1 (1-0, 1-1, 0-0) | Biélorussie | E-Center 7 736 spectateurs |

| Feuille de match | Feuille de match                                                             | Feuille de match | Feuille de match                  | Feuille de match                                                             |
| ---------------- | ---------------------------------------------------------------------------- | ---------------- | --------------------------------- | ---------------------------------------------------------------------------- |
|                  | Fischer (Crameri) - 16 min 52 s Aeschlimann (Jeannin, Rötheli) - 29 min 11 s | 1-0 1-1 2-1      | 23 min 42 s - Bekboulatov (Dudik) | Arbitrage : Vladimír Mihálik Juges de lignes : Sergueï Koulakov Rudolf Lauff |
| Martin Gerber    | Gardiens                                                                     | Andreï Mezine    |                                   | Arbitrage : Vladimír Mihálik Juges de lignes : Sergueï Koulakov Rudolf Lauff |
| 8 min            | Pénalités                                                                    | 10 min           |                                   | Arbitrage : Vladimír Mihálik Juges de lignes : Sergueï Koulakov Rudolf Lauff |
| 37               | Tirs                                                                         | 24               |                                   | Arbitrage : Vladimír Mihálik Juges de lignes : Sergueï Koulakov Rudolf Lauff |

| 12 février 2002 | France | 2-4 (0-2, 2-2, 0-0) | Ukraine | Peaks Ice Arena 6 019 spectateurs |

| Feuille de match | Feuille de match                                 | Feuille de match        | Feuille de match | Feuille de match                                                       |
| ---------------- | ------------------------------------------------ | ----------------------- | --- | ---------------------------------------------------------------------- |
|                  | Bozon - 22 min 42 s Bozon (Bachet) - 25 min 59 s | 0-1 0-2 1-2 1-3 1-4 2-4 | 12 min 0 s - Tchibirev (Salnikov, Chiriaïev) (SN2) 18 min 36 s - Khristitch (Salnikov) (SN) 23 min 39 s - Chakhraïtchouk (Srioubko, Savenko) 24 min 38 s - Ponikarovsky (Salnikov, Chiriaïev) (SN) | Arbitrage : Ulf Rådbjer Juges de lignes : James Garofalo Eduards Odiņš |
| Cristobal Huet   | Gardiens                                         | Kostiantin Simtchouk    | | Arbitrage : Ulf Rådbjer Juges de lignes : James Garofalo Eduards Odiņš |
| 14 min           | Pénalités                                        | 16 min                  | | Arbitrage : Ulf Rådbjer Juges de lignes : James Garofalo Eduards Odiņš |
| 31               | Tirs                                             | 32                      | | Arbitrage : Ulf Rådbjer Juges de lignes : James Garofalo Eduards Odiņš |

| Clt   | Équipe      | PJ | V | D | N | BP | BC | Diff | Pts |
| ----- | ----------- | -- | - | - | - | -- | -- | ---- | --- |
| +001, | Biélorussie | 3  | 2 | 1 | 0 | 5  | 3  | +2   | 4   |
| +002, | Ukraine     | 3  | 2 | 1 | 0 | 9  | 5  | +4   | 4   |
| +003, | Suisse      | 3  | 1 | 1 | 1 | 7  | 9  | -2   | 3   |
| +004, | France      | 3  | 0 | 1 | 2 | 6  | 10 | -4   | 1   |

- Qualifié pour le second tour

### 2etour
Ce deuxième tour permet de définir les rencontres des quarts de finale

#### Groupe C
| 15 février 2002 | Canada | 2-5 (1-1, 0-4, 1-0) | Suède | E-Center 8 597 spectateurs |

| Feuille de match | Feuille de match                                               | Feuille de match            | Feuille de match | Feuille de match                                                        |
| ---------------- | -------------------------------------------------------------- | --------------------------- | --- | ----------------------------------------------------------------------- |
|                  | Blake (Peca, Fleury) - 2 min 37 s Brewer (Nolan) - 55 min 39 s | 1-0 1-1 1-2 1-3 1-4 1-5 2-5 | 5 min 30 s - Sundin (Alfredsson) 26 min 6 s - Sundström (Nylander, Näslund) 30 min 42 s - Sundin (Alfredsson, Lidström) 31 min 47 s - K. Jönsson (Zetterberg) 35 min 58 s - Dahlén (Sundström, Sundin) (SN) | Arbitrage : Dennis LaRue Juges de lignes : Sergei Koulakov Dan Schachte |
| Curtis Joseph    | Gardiens                                                       | Tommy Salo                  | | Arbitrage : Dennis LaRue Juges de lignes : Sergei Koulakov Dan Schachte |
| 2 min            | Pénalités                                                      | 6 min                       | | Arbitrage : Dennis LaRue Juges de lignes : Sergei Koulakov Dan Schachte |
| 35               | Tirs                                                           | 25                          | | Arbitrage : Dennis LaRue Juges de lignes : Sergei Koulakov Dan Schachte |

| 15 février 2002 | Tchéquie | 8-2 (3-0, 3-1, 2-1) | Allemagne | Peaks Ice Arena 6 303 spectateurs |

| Feuille de match | Feuille de match | Feuille de match                              | Feuille de match                                          | Feuille de match                                                        |
| ---------------- | --- | --------------------------------------------- | --------------------------------------------------------- | ----------------------------------------------------------------------- |
|                  | Jágr (Ručínský, Lang) (SN) - 3 min 52 s Sýkora (Eliáš, Dopita) - 13 min 35 s Hejduk (Havlát, Kaberle) (SN) - 16 min 18 s Havlát - 27 min 42 s Lang (Ručínský, Jágr) (SN) - 33 min 44 s Jágr (Lang) - 38 min 32 s Eliáš (Dopita) - 53 min 5 s Reichel (Ručínský, Jágr) (SN) - 58 min 42 s | 1-0 2-0 3-0 4-0 4-1 5-1 6-1 6-2 7-2 8-2       | 28 min 49 s - Soccio (Sturm) 47 min 46 s - Ustorf (Hecht) | Arbitrage : Kevin Acheson Juges de lignes : Antti Hämäläinen Jean Morin |
| Dominik Hašek    | Gardiens | Christian Künast Marc Seliger (à 29 min 32 s) |                                                           | Arbitrage : Kevin Acheson Juges de lignes : Antti Hämäläinen Jean Morin |
| 6 min            | Pénalités | 10 min                                        |                                                           | Arbitrage : Kevin Acheson Juges de lignes : Antti Hämäläinen Jean Morin |
| 38               | Tirs | 20                                            |                                                           | Arbitrage : Kevin Acheson Juges de lignes : Antti Hämäläinen Jean Morin |

| 17 février 2002 | Suède | 2-1 (1-0, 1-1, 0-0) | Tchéquie | E-Center 8 599 spectateurs |

| Feuille de match | Feuille de match                                                                           | Feuille de match | Feuille de match     | Feuille de match                                                           |
| ---------------- | ------------------------------------------------------------------------------------------ | ---------------- | -------------------- | -------------------------------------------------------------------------- |
|                  | Johnsson (Lidström, Sundström) (SN) - 4 min 45 s Sundin (Dahlén, Alfredsson) - 25 min 14 s | 1-0 2-0 2-1      | 30 min 23 s - Dopita | Arbitrage : Stephen Walkom Juges de lignes : Dan Schachte Antti Hämäläinen |
| Tommy Salo       | Gardiens                                                                                   | Dominik Hašek    |                      | Arbitrage : Stephen Walkom Juges de lignes : Dan Schachte Antti Hämäläinen |
| 10 min           | Pénalités                                                                                  | 31 min           |                      | Arbitrage : Stephen Walkom Juges de lignes : Dan Schachte Antti Hämäläinen |
| 22               | Tirs                                                                                       | 38               |                      | Arbitrage : Stephen Walkom Juges de lignes : Dan Schachte Antti Hämäläinen |

| 17 février 2002 | Canada | 3-2 (0-0, 3-0, 0-2) | Allemagne | Peaks Ice Arena 6 425 spectateurs |

| Feuille de match | Feuille de match                                                                                           | Feuille de match    | Feuille de match                                                                      | Feuille de match                                                    |
| ---------------- | --- | ------------------- | ------------------------------------------------------------------------------------- | ------------------------------------------------------------------- |
|                  | Sakic (Gagné) - 23 min 35 s Kariya (Nolan) (SN) - 33 min 51 s Foote (Jovanovski, Nieuwendyk) - 34 min 35 s | 1-0 2-0 3-0 3-1 3-2 | 47 min 42 s - Loth (MacKay, Lüdemann) 53 min 50 s - Hecht (Schubert, Abstreiter) (SN) | Arbitrage : Bill McCreary Juges de lignes : Tim Nowak Johan Norrman |
| Edward Belfour   | Gardiens                                                                                                   | Marc Seliger        |                                                                                       | Arbitrage : Bill McCreary Juges de lignes : Tim Nowak Johan Norrman |
| 10 min           | Pénalités                                                                                                  | 27 min              |                                                                                       | Arbitrage : Bill McCreary Juges de lignes : Tim Nowak Johan Norrman |
| 37               | Tirs | 20                  |                                                                                       | Arbitrage : Bill McCreary Juges de lignes : Tim Nowak Johan Norrman |

| 18 février 2002 | Tchéquie | 3-3 (1-1, 1-1, 1-1) | Canada | E-Center 8 599 spectateurs |

| Feuille de match | Feuille de match                                                                        | Feuille de match        | Feuille de match                                                                                                 | Feuille de match                                                         |
| ---------------- | --------------------------------------------------------------------------------------- | ----------------------- | --- | ------------------------------------------------------------------------ |
|                  | Havlát (Jágr) - 18 min 23 s Havlát (Kubina) - 23 min 8 s Dopita (Hamrlík) - 53 min 17 s | 0-1 1-1 2-1 2-2 3-2 3-3 | 9 min 11 s - Lemieux (Niedermayer) 38 min 49 s - Lemieux (Yzerman) 56 min 36 s - Nieuwendyk (Fleury, Jovanovski) | Arbitrage : Bill McCreary Juges de lignes : Dan Schachte Sergei Koulakov |
| Dominik Hašek    | Gardiens                                                                                | Martin Brodeur          | | Arbitrage : Bill McCreary Juges de lignes : Dan Schachte Sergei Koulakov |
| 6 min            | Pénalités                                                                               | 4 min                   | | Arbitrage : Bill McCreary Juges de lignes : Dan Schachte Sergei Koulakov |
| 23               | Tirs                                                                                    | 36                      | | Arbitrage : Bill McCreary Juges de lignes : Dan Schachte Sergei Koulakov |

| 18 février 2002 | Allemagne | 1-7 (0-3, 0-3, 1-1) | Suède | Peaks Ice Arena 6 348 spectateurs |

| Feuille de match                              | Feuille de match                 | Feuille de match                | Feuille de match | Feuille de match                                                     |
| --------------------------------------------- | -------------------------------- | ------------------------------- | --- | -------------------------------------------------------------------- |
|                                               | Seidenberg (Ustorf) - 58 min 1 s | 0-1 0-2 0-3 0-4 0-5 0-6 0-7 1-7 | 4 min 30 s - Näslund (Lidström, Sundström) (SN) 6 min 3 s - Sundin (Alfredsson,Dahlén) 9 min 23 s - Renberg (Öhlund, Ragnarsson) 23 min 5 s - Johansson 27 min 58 s - Alfredsson (Sundin) 34 min 49 s - Näslund (Öhlund, Ragnarsson) 47 min 53 s - Holmström (Lidström, Sundin) (SN) | Arbitrage : Rami Savolainen Juges de lignes : Tim Nowak Rudolf Lauff |
| Christian Künast Robert Müller (à 9 min 23 s) | Gardiens                         | Johan Hedberg                   | | Arbitrage : Rami Savolainen Juges de lignes : Tim Nowak Rudolf Lauff |
| 16 min                                        | Pénalités                        | 8 min                           | | Arbitrage : Rami Savolainen Juges de lignes : Tim Nowak Rudolf Lauff |
| 20                                            | Tirs                             | 44                              | | Arbitrage : Rami Savolainen Juges de lignes : Tim Nowak Rudolf Lauff |

| Clt   | Équipe    | PJ | V | D | N | BP | BC | Diff | Pts |
| ----- | --------- | -- | - | - | - | -- | -- | ---- | --- |
| +001, | Suède     | 3  | 3 | 0 | 0 | 14 | 4  | +10  | 6   |
| +002, | Tchéquie  | 3  | 1 | 1 | 1 | 12 | 7  | +5   | 3   |
| +003, | Canada    | 3  | 1 | 1 | 1 | 8  | 10 | -2   | 3   |
| +004, | Allemagne | 3  | 0 | 3 | 0 | 5  | 18 | -13  | 0   |

#### Groupe D
| 15 février 2002 | Russie | 6-4 (3-1, 1-2, 2-1) | Biélorussie | E-Center 8 484 spectateurs |

| Feuille de match     | Feuille de match | Feuille de match                              | Feuille de match | Feuille de match                                                     |
| -------------------- | --- | --------------------------------------------- | --- | -------------------------------------------------------------------- |
|                      | Samsonov (Kovaltchouk, Fiodorov) (SN) - 1 min 45 s Jamnov (P. Boure) (SN) - 17 min 32 s Kovaltchouk - 19 min 39 s Iachine - 25 min 16 s Mironov (Afinoguenov) - 42 min 21 s Fiodorov (Afinoguenov) - 44 min 4 s | 1-0 1-1 2-1 3-1 4-1 4-2 4-3 5-3 6-3 6-4       | 8 min 20 s - Antonenka (V. Pankov) 26 min 42 s - Khmyl (SN) 34 min 1 s - Kalioujny (SN) 58 min 23 s - Saleï (Tsyplakow, Khmyl) (SN) | Arbitrage : Stephen Walkom Juges de lignes : Mike Cvik Johan Norrman |
| Nikolaï Khabibouline | Gardiens | Siarheï Chabanaw Andreï Mezine (à 20 min 0 s) | | Arbitrage : Stephen Walkom Juges de lignes : Mike Cvik Johan Norrman |
| 8 min                | Pénalités | 10 min                                        | | Arbitrage : Stephen Walkom Juges de lignes : Mike Cvik Johan Norrman |
| 36                   | Tirs | 33                                            | | Arbitrage : Stephen Walkom Juges de lignes : Mike Cvik Johan Norrman |

| 15 février 2002 | États-Unis | 6-0 (0-0, 3-0, 3-0) | Finlande | E-Center 8 597 spectateurs |

| Feuille de match | Feuille de match | Feuille de match        | Feuille de match | Feuille de match                                                   |
| ---------------- | --- | ----------------------- | ---------------- | ------------------------------------------------------------------ |
|                  | Young (Rolston, Suter) - 29 min 45 s LeClair (Hull) - 36 min 16 s Tkachuk (Roenick, Leetch) - 37 min 45 s LeClair (Leetch) (SN2) - 46 min 49 s LeClair (Hull, Weight) - 51 min 23 s Guerin (Housley) - 54 min 14 s | 1-0 2-0 3-0 4-0 5-0 6-0 |                  | Arbitrage : Bill McCreary Juges de lignes : Derek Nansen Tim Nowak |
| Mike Dunham      | Gardiens | Jani Hurme              |                  | Arbitrage : Bill McCreary Juges de lignes : Derek Nansen Tim Nowak |
| 10 min           | Pénalités | 10 min                  |                  | Arbitrage : Bill McCreary Juges de lignes : Derek Nansen Tim Nowak |
| 39               | Tirs | 23                      |                  | Arbitrage : Bill McCreary Juges de lignes : Derek Nansen Tim Nowak |

| 16 février 2002 | Finlande | 8-1 (3-0, 3-0, 2-1) | Biélorussie | E-Center 8 599 spectateurs |

| Feuille de match | Feuille de match | Feuille de match                               | Feuille de match                           | Feuille de match                                                  |
| ---------------- | --- | ---------------------------------------------- | ------------------------------------------ | ----------------------------------------------------------------- |
|                  | Jokinen (Hagman, Niinimaa) - 1 min 30 s Selänne (Lehtinen, Nieminen) (SN) - 14 min 53 s Jokinen (Kallio) - 16 min 24 s Selänne (Lehtinen) - 24 min 55 s Kapanen (Nieminen, Niinimaa) - 25 min 43 s Kallio (Lumme, Hagman) - 29 min 26 s Berg (Helminen) - 49 min 21 s Eloranta (Timonen) - 54 min 39 s | 1-0 2-0 3-0 4-0 5-0 6-0 6-1 7-1 8-1            | 43 min 54 s - V. Pankov (Saleï, D. Pankov) | Arbitrage : Dennis LaRue Juges de lignes : Mike Cvik Rudolf Lauff |
| Pasi Nurminen    | Gardiens | Siarheï Chabanaw Andreï Mezine (à 14 min 53 s) |                                            | Arbitrage : Dennis LaRue Juges de lignes : Mike Cvik Rudolf Lauff |
| 10 min           | Pénalités | 8 min                                          |                                            | Arbitrage : Dennis LaRue Juges de lignes : Mike Cvik Rudolf Lauff |
| 39               | Tirs | 21                                             |                                            | Arbitrage : Dennis LaRue Juges de lignes : Mike Cvik Rudolf Lauff |

| 16 février 2002 | États-Unis | 2-2 (0-0, 1-1, 1-1) | Russie | E-Center 8 599 spectateurs |

| Feuille de match | Feuille de match                                                                    | Feuille de match                           | Feuille de match                                                                         | Feuille de match                                                   |
| ---------------- | ----------------------------------------------------------------------------------- | ------------------------------------------ | ---------------------------------------------------------------------------------------- | ------------------------------------------------------------------ |
|                  | Tkachuk (Leetch, Rafalski) (SN2) - 26 min 19 s Hull (Housley, Modano) - 55 min 30 s | 1-0 1-1 1-2 2-2                            | 37 min 8 s - V. Boure (Malakhov) (SN) 42 min 6 s - Fiodorov (Kovaltchouk, Samsonov) (SN) | Arbitrage : Bill McCreary Juges de lignes : Jean Morin Petr Blümel |
| Michael Richter  | Gardiens                                                                            | Nikolaï Khabibouline (sorti à 59 min 15 s) |                                                                                          | Arbitrage : Bill McCreary Juges de lignes : Jean Morin Petr Blümel |
| 10 min           | Pénalités                                                                           | 8 min                                      |                                                                                          | Arbitrage : Bill McCreary Juges de lignes : Jean Morin Petr Blümel |
| 25               | Tirs                                                                                | 35                                         |                                                                                          | Arbitrage : Bill McCreary Juges de lignes : Jean Morin Petr Blümel |

| 18 février 2002 | Biélorussie | 1-8 (1-0, 0-3, 0-5) | États-Unis | E-Center 8 599 spectateurs |

| Feuille de match | Feuille de match                          | Feuille de match                    | Feuille de match | Feuille de match                                                    |
| ---------------- | ----------------------------------------- | ----------------------------------- | --- | ------------------------------------------------------------------- |
|                  | D. Pankov (Tsyplakow, Khmyl) - 0 min 20 s | 1-0 1-1 2-1 3-1 4-1 5-1 6-1 7-1 8-1 | 20 min 46 s - Hull (Modano) 22 min 46 s - LeClair (Hull, Leetch) (SN) 27 min 33 s - LeClair (Modano, Hull) 44 min 28 s - Young (York, Roenick) 50 min 45 s - Deadmarsh (Rolston) (IN) 52 min 34 s - Young (Roenick) 53 min 32 s - Guerin (Amonte) 56 min 26 s - Guerin (Deadmarsh, Rolston) | Arbitrage : Stephan Walkom Juges de lignes : Mike Cvik Derek Nansen |
| Andreï Mezine    | Gardiens                                  | Thomas Barrasso                     | | Arbitrage : Stephan Walkom Juges de lignes : Mike Cvik Derek Nansen |
| 8 min            | Pénalités                                 | 8 min                               | | Arbitrage : Stephan Walkom Juges de lignes : Mike Cvik Derek Nansen |
| 13               | Tirs                                      | 48                                  | | Arbitrage : Stephan Walkom Juges de lignes : Mike Cvik Derek Nansen |

| 18 février 2002 | Russie | 1-3 (1-0, 0-2, 0-1) | Finlande | Peaks Ice Arena 6 360 spectateurs |

| Feuille de match     | Feuille de match                   | Feuille de match | Feuille de match | Feuille de match                                                  |
| -------------------- | ---------------------------------- | ---------------- | --- | ----------------------------------------------------------------- |
|                      | P. Boure (Kravtchouk) - 7 min 49 s | 1-0 1-1 1-2 1-3  | 30 min 57 s - Selänne (Väänänen) 36 min 15 s - Eloranta (Ylönen, Kapanen) 40 min 33 s - Lehtinen (Kapanen, Niinimaa) (SN) | Arbitrage : Dennis LaRue Juges de lignes : Petr Blümel Jean Morin |
| Nikolaï Khabibouline | Gardiens                           | Jani Hurme       | | Arbitrage : Dennis LaRue Juges de lignes : Petr Blümel Jean Morin |
| 10 min               | Pénalités                          | 8 min            | | Arbitrage : Dennis LaRue Juges de lignes : Petr Blümel Jean Morin |
| 26                   | Tirs                               | 29               | | Arbitrage : Dennis LaRue Juges de lignes : Petr Blümel Jean Morin |

| Clt   | Équipe      | PJ | V | D | N | BP | BC | Diff | Pts |
| ----- | ----------- | -- | - | - | - | -- | -- | ---- | --- |
| +001, | États-Unis  | 3  | 2 | 0 | 1 | 16 | 3  | +13  | 5   |
| +002, | Finlande    | 3  | 2 | 1 | 0 | 11 | 8  | +3   | 4   |
| +003, | Russie      | 3  | 1 | 1 | 1 | 9  | 9  | 0    | 3   |
| +004, | Biélorussie | 3  | 0 | 3 | 0 | 6  | 22 | -16  | 0   |

### Places d'honneur

#### Match pour la neuvième place
| 14 février 2002 | Ukraine | 2-9 (0-6, 2-3, 0-0) | Lettonie | E-Center 8 449 spectateurs |

| Feuille de match                                  | Feuille de match                                                                     | Feuille de match                            | Feuille de match | Feuille de match                                                          |
| ------------------------------------------------- | ------------------------------------------------------------------------------------ | ------------------------------------------- | --- | ------------------------------------------------------------------------- |
|                                                   | Khristitch (Tchibirev, Huńko) - 31 min 38 s Tchibirev (Oletsky, Serov) - 35 min 33 s | 0-1 0-2 0-3 0-4 0-5 0-6 0-7 0-8 1-8 2-8 2-9 | 1 min 33 s - Tambijevs (Bondarevs) 2 min 26 s - Vītoliņš (Sorokins, Kerčs) 5 min 20 s - Fanduls (Maticins, Kerčs) (SN2) 5 min 56 s - Ņiživijs (Macijevskis) (SN) 18 min 22 s - Panteļejevs (Maticins) 19 min 11 s - Maticins (TP) 29 min 31 s - Bondarevs (Macijevskis, Ņiživijs) 30 min 39 s - Fanduls 39 min 41 s - Semjonovs (Vītoliņš, Bondarevs) | Arbitrage : Rami Savolainen Juges de lignes : James Garofalo Rudolf Lauff |
| Ihor Karpenko Kostiantin Simtchouk (à 5 min 20 s) | Gardiens                                                                             | Sergejs Naumovs                             | | Arbitrage : Rami Savolainen Juges de lignes : James Garofalo Rudolf Lauff |
| 26 min                                            | Pénalités                                                                            | 6 min                                       | | Arbitrage : Rami Savolainen Juges de lignes : James Garofalo Rudolf Lauff |
| 26                                                | Tirs                                                                                 | 35                                          | | Arbitrage : Rami Savolainen Juges de lignes : James Garofalo Rudolf Lauff |

#### Match pour la onzième  place
| 14 février 2002 | Suisse | 4-1 (0-0, 2-0, 2-1) | Autriche |  |

| Feuille de match | Feuille de match | Feuille de match | Feuille de match | Feuille de match  |
| ---------------- | ---------------- | ---------------- | ---------------- | ----------------- |
|                  |                  |                  |                  | Juges de lignes : |
|                  |                  |                  |                  |                   |
|                  |                  |                  |                  |                   |
|                  |                  |                  |                  |                   |

#### Match pour la treizième place
| 14 février 2002 | Slovaquie | 7-1 (1-0, 2-0, 4-1) | France |  |

| Feuille de match | Feuille de match | Feuille de match | Feuille de match | Feuille de match  |
| ---------------- | ---------------- | ---------------- | ---------------- | ----------------- |
|                  |                  |                  |                  | Juges de lignes : |
|                  |                  |                  |                  |                   |
|                  |                  |                  |                  |                   |
|                  |                  |                  |                  |                   |

### Phase finale

#### Tableau
|  | Quarts de finale | Quarts de finale |             |             | Demi-finales           | Demi-finales |  |  | Finale | Finale |
|  | Quarts de finale | Quarts de finale |             |             | Demi-finales           | Demi-finales |  |  | Finale | Finale |
|  |                  |                  |             |             |                        |              |  |  |        |        |
|  |                  |                  |             |             |                        |              |  |  |        |        |
|  |                  |                  |             |             |                        |              |  |  |        |        |
|  | Suède            | 3                |             |             |                        |              |  |  |        |        |
|  | Suède            | 3                |             |             |                        |              |  |  |        |        |
|  | Biélorussie      | 4                |             |             |                        |              |  |  |        |        |
|  | Biélorussie      | 4                | Biélorussie | 1           |                        |              |  |  |        |        |
|  |                  |                  | Biélorussie | 1           |                        |              |  |  |        |        |
|  |                  | Canada           | 7           |             |                        |              |  |  |        |        |
|  | Finlande         | Canada           | 7           | 1           |                        |              |  |  |        |        |
|  | Finlande         |                  |             | 1           |                        |              |  |  |        |        |
|  | Canada           | 2                |             |             |                        |              |  |  |        |        |
|  | Canada           | 2                | Canada      | 5           |                        |              |  |  |        |        |
|  |                  |                  | Canada      | 5           |                        |              |  |  |        |        |
|  |                  | États-Unis       | 2           |             |                        |              |  |  |        |        |
|  | États-Unis       | États-Unis       | 2           | 5           |                        |              |  |  |        |        |
|  | États-Unis       |                  |             | 5           |                        |              |  |  |        |        |
|  | Allemagne        | 0                |             |             |                        |              |  |  |        |        |
|  | Allemagne        | 0                | États-Unis  | 3           |                        |              |  |  |        |        |
|  |                  |                  | États-Unis  | 3           | Match pour la 3e place |              |  |  |        |        |
|  |                  | Russie           | 2           |             |                        |              |  |  |        |        |
|  | Russie           | Russie           | 2           | 1           |                        |              |  |  |        |        |
|  | Russie           |                  |             | 1           |                        |              |  |  |        |        |
|  | Tchéquie         | 0                |             | Biélorussie | 2                      |              |  |  |        |        |
|  | Tchéquie         | 0                |             | Biélorussie | 2                      |              |  |  |        |        |
|  |                  |                  |             |             |                        |              |  |  | Russie | 7      |
|  |                  |                  |             |             |                        |              |  |  | Russie | 7      |

### Quart de finale
| 20 février 2002 | Suède | 3-4 (1-2, 1-0, 1-2) | Biélorussie | Seven Peaks Ice Arena 7 240 spectateurs |

| Feuille de match | Feuille de match | Feuille de match | Feuille de match | Feuille de match                                                     |
| ---------------- | ---------------- | ---------------- | ---------------- | -------------------------------------------------------------------- |
|                  |                  |                  |                  | Arbitrage : Bill McCreary Juges de lignes : Dan Schachte Petr Blümel |
|                  |                  |                  |                  |                                                                      |
|                  |                  |                  |                  |                                                                      |
|                  |                  |                  |                  |                                                                      |

| 20 février 2002 | Tchéquie | 0-1 (0-0, 0-1, 0-0) | Russie | Seven Peaks Ice Arena 5 219 spectateurs |

| Feuille de match | Feuille de match | Feuille de match | Feuille de match | Feuille de match                                                     |
| ---------------- | ---------------- | ---------------- | ---------------- | -------------------------------------------------------------------- |
|                  |                  |                  |                  | Arbitrage : Stephen Walkom Juges de lignes : Johan Norrman Tim Nowak |
|                  |                  |                  |                  |                                                                      |
|                  |                  |                  |                  |                                                                      |
|                  |                  |                  |                  |                                                                      |

| 20 février 2002 | États-Unis | 5-0 (1-0, 4-0, 0-0) | Allemagne | E-Center 8 599 spectateurs |

| Feuille de match | Feuille de match | Feuille de match | Feuille de match | Feuille de match                                                  |
| ---------------- | ---------------- | ---------------- | ---------------- | ----------------------------------------------------------------- |
|                  |                  |                  |                  | Arbitrage : Ulf Rådbjer Juges de lignes : Jean Morin Derek Nansen |
|                  |                  |                  |                  |                                                                   |
|                  |                  |                  |                  |                                                                   |
|                  |                  |                  |                  |                                                                   |

| 20 février 2002 | Finlande | 1-2 (0-1, 1-1, 0-0) | Canada | E-Center 8 599 spectateurs |

| Feuille de match | Feuille de match | Feuille de match | Feuille de match | Feuille de match                                                     |
| ---------------- | ---------------- | ---------------- | ---------------- | -------------------------------------------------------------------- |
|                  |                  |                  |                  | Arbitrage : Dennis LaRue Juges de lignes : Michael Cvik Rudolf Lauff |
|                  |                  |                  |                  |                                                                      |
|                  |                  |                  |                  |                                                                      |
|                  |                  |                  |                  |                                                                      |

### Demi finale
| 22 février 2002 | Canada | 7-1 (2-1, 2-0, 3-0) | Biélorussie | E-Center 8 599 spectateurs |

| Feuille de match | Feuille de match | Feuille de match | Feuille de match | Feuille de match                                                      |
| ---------------- | ---------------- | ---------------- | ---------------- | --------------------------------------------------------------------- |
|                  |                  |                  |                  | Arbitrage : Stephen Walkom Juges de lignes : Sergei Kulakov Tim Nowak |
|                  |                  |                  |                  |                                                                       |
|                  |                  |                  |                  |                                                                       |
|                  |                  |                  |                  |                                                                       |

| 22 février 2002 | États-Unis | 3-2 (1-0, 2-0, 0-2) | Russie | E-Center 8 599 spectateurs |

| Feuille de match | Feuille de match | Feuille de match | Feuille de match | Feuille de match                                                        |
| ---------------- | ---------------- | ---------------- | ---------------- | ----------------------------------------------------------------------- |
|                  |                  |                  |                  | Arbitrage : Bill McCreary Juges de lignes : Antti Hämäläinen Jean Morin |
|                  |                  |                  |                  |                                                                         |
|                  |                  |                  |                  |                                                                         |
|                  |                  |                  |                  |                                                                         |

### Finale

#### Match pour la troisième place
| 23 février 2002 | Biélorussie | 2-7 (1-2, 1-2, 0-3) | Russie | E-Center 8 599 spectateurs |

| Feuille de match | Feuille de match | Feuille de match | Feuille de match | Feuille de match                                                     |
| ---------------- | ---------------- | ---------------- | ---------------- | -------------------------------------------------------------------- |
|                  |                  |                  |                  | Arbitrage : Ulf Rådbjer Juges de lignes : Dan Schachte Johan Norrman |
|                  |                  |                  |                  |                                                                      |
|                  |                  |                  |                  |                                                                      |
|                  |                  |                  |                  |                                                                      |

#### Match pour la premième place
| 24 février 2002 | États-Unis | 2-5 (1-2, 1-1, 0-2) | Canada | E-Center 8 599 spectateurs |

| Feuille de match | Feuille de match | Feuille de match | Feuille de match | Feuille de match                                                       |
| ---------------- | ---------------- | ---------------- | ---------------- | ---------------------------------------------------------------------- |
|                  |                  |                  |                  | Arbitrage : Bill McCreary Juges de lignes : Mike Cvik Antti Hämäläinen |
|                  |                  |                  |                  |                                                                        |
|                  |                  |                  |                  |                                                                        |
|                  |                  |                  |                  |                                                                        |

### Récompenses individuelles

#### Meilleurs marqueurs
| Rang | Joueur                   | Pays       | PJ | B | A | Pts |
| ---- | ------------------------ | ---------- | -- | - | - | --- |
| 1    | Mats Sundin              | Suède      |    | 5 | 4 | 9   |
| 2    | Brett Hull               | États-Unis |    | 3 | 5 | 8   |
| 3    | John LeClair             | États-Unis |    | 6 | 1 | 7   |
| 4    | Joe Sakic                | Canada     |    | 4 | 3 | 7   |
| 5    | Marián Hossa             | Slovaquie  |    | 4 | 2 | 6   |
| 6    | Jean-Jacques Aeschlimann | Suisse     |    | 2 | 5 | 7   |
| 6    | Philippe Bozon           | France     |    | 3 | 3 | 6   |
| 8    | Leonard Soccio           | Allemagne  |    | 3 | 3 | 6   |
| 9    | Mario Lemieux            | Canada     |    | 2 | 4 | 6   |
| 10   | Steve Yzerman            | Canada     |    | 2 | 4 | 6   |

Pour les significations des abréviations, voir statistiques du hockey sur glace.

#### Équipe d'étoiles
| Sakic Sundin LeClair Chelios Leetch Richter |
| Équipe étoiles                              |
| Sakic Sundin LeClair Chelios Leetch Richter |

- Meilleur joueur : Joseph Sakic (Canada)
- Équipe type :
  - Meilleur gardien : Nikolaï Khabibouline (Russie)
  - Meilleur défenseur : Chris Chelios (États-Unis)
  - Meilleur attaquant : Joseph Sakic (Canada)

### Classement final
50 ans après son dernier sacre, le Canada remporte sa 7e médaille d'or. Les États-Unis n'ont pas réussi un 2e miracle sur glace sur leur sol, malgré la présence de Herb Brooks à la tête de la sélection, et échouent en finale. 
| Place                               | Équipe      |
| ----------------------------------- | ----------- |
| Médaille d'or, Jeux olympiques      | Canada      |
| Médaille d'argent, Jeux olympiques  | États-Unis  |
| Médaille de bronze, Jeux olympiques | Russie      |
| 4                                   | Biélorussie |
| 5                                   | Suède       |
| 6                                   | Finlande    |
| 7                                   | Tchéquie    |
| 8                                   | Allemagne   |
| 9                                   | Lettonie    |
| 10                                  | Ukraine     |
| 11                                  | Suisse      |
| 12                                  | Autriche    |
| 13                                  | Slovaquie   |
| 14                                  | France      |

### Équipes engagées et alignements

#### Allemagne
- Attaquants : Tobias Abstreiter, Jan Benda, Andreas Morczinietz, Wayne Hynes, Jochen Hecht, Klaus Kathan, Daniel Kreutzer, Andreas Loth, Mark MacKay, Martin Reichel, Jürgen Rumrich, Len Soccio, Marco Sturm, Stefan Ustorf.
- Défenseurs : Erich Goldmann, Daniel Kunce, Mirko Lüdemann, Jörg Mayr, Christoph Schubert, Andreas Renz, Dennis Seidenberg, Christian Ehrhoff.
- Gardiens : Christian Künast, Robert Müller, Marc Seliger.
- Entraîneurs : Hans Zach

#### Autriche
- Attaquants : Christoph Brandner, Raimund Divis, Martin Hohenberger, Dieter Kalt, Christoph König, Wolfgang Kromp, Gunther Lanzinger, Heimo Lindner, Philipp Lukas, Christian Perthaler, Patrick Pilloni, Thomas Pöck, Gerald Ressmann, Kent Salfi, Mario Schaden, Oliver Setzinger, Mark Szucs, Matthias Trattnig, Simon Wheeldon.
- Défenseurs : Herbert Hohenberger, Peter Kasper, Andre Lakos, Dominic Lavoie, Robert Lukas, Thomas Searle, Martin Ulrich, Gerhard Unterluggauer.
- Gardiens : Claus Dalpiaz (réserviste), Reinhard Divis, Michael Suttnig (réserviste).
- Entraîneurs : Ron Kennedy

#### Biélorussie
- Attaquants : Aliaksandr Andryewski, Aleh Antonenka, Vadim Bekboulatov, Aliakseï Kalioujny, Viktor Karachoun, Kanstantsin Kaltsow, Andreï Kovaliov, Dmitri Pankov, Vassili Pankov, Andreï Rassolko, Andreï Skabelka, Dmitri Starostenko.
- Défenseurs : Aleh Khmyl, Aliaksandr Makritski, Igor Matouchkine, Aleh Mikoultchyk, Aleh Romanow, Rouslan Saleï, Siarhieï Stas, Siarhieï Ierkovitch, Aliaksandr Jourik.
- Gardiens : Leonid Fatikov (réserviste), Andreï Mezine (réserviste), Siarheï Chabanaw (réserviste), Vladimir Tsyplakov.
- Entraîneurs : Vladimir Krikounov

#### Canada
- Attaquants : Theoren Fleury, Simon Gagné, Jarome Iginla, Paul Kariya, Mario Lemieux, Eric Lindros, Joe Nieuwendyk, Owen Nolan, Michael Peca, Joe Sakic, Brendan Shanahan, Ryan Smyth, Steve Yzerman.
- Défenseurs : Rob Blake, Eric Brewer, Adam Foote, Ed Jovanovski, Al MacInnis, Scott Niedermayer, Chris Pronger.
- Gardiens : Ed Belfour, Martin Brodeur, Curtis Joseph (réserviste).
- Entraîneurs : Pat Quinn, Ken Hitchcock (associé), Jacques Martin (associé), Wayne Fleming (associé).

#### États-Unis
- Attaquants : Tony Amonte, Adam Deadmarsh, Chris Drury, Bill Guerin, Brett Hull, John LeClair, Mike Modano, Jeremy Roenick, Brian Rolston, Keith Tkachuk, Doug Weight, Mike York, Scott Young.
- Défenseurs : Chris Chelios, Phil Housley, Brian Leetch, Aaron Miller, Tom Poti, Brian Rafalski, Gary Suter.
- Gardiens : Tom Barrasso (réserviste), Mike Dunham, Mike Richter.
- Entraîneurs : Herb Brooks

#### Finlande
- Attaquants : Antti Aalto, Mikko Eloranta, Niklas Hagman, Raimo Helminen, Olli Jokinen, Tomi Kallio, Sami Kapanen, Jere Lehtinen, Juha Lind, Ville Nieminen, Jarkko Ruutu, Teemu Selänne, Juha Ylönen.
- Défenseurs : Aki-Petteri Berg, Jyrki Lumme, Janne Niinimaa, Teppo Numminen, Sami Salo, Kimmo Timonen, Ossi Väänänen.
- Gardiens : Jani Hurme, Jussi Markkanen, Pasi Nurminen.
- Entraîneurs : Hannu Aravirta

#### France
- Attaquants : Richard Aimonetto, Benoît Bachelet, Stéphane Barin, Guillaume Besse, Philippe Bozon, Arnaud Briand, Laurent Gras, Laurent Meunier, Anthony Mortas, François Rozenthal, Maurice Rozenthal, Yorick Treille, Jonathan Zwikel.
- Défenseurs : Baptiste Amar, Vincent Bachet, Jean François Bonnard, Allan Carriou, Karl Dewolf, Denis Perez, Benoit Pourtanel.
- Gardiens : Cristobal Huet, Fabrice Lhenry, Patrick Rolland.
- Entraîneurs : Heikki Leime

#### Lettonie
- Attaquants : Artis Ābols, Aleksandrs Ņiživijs, Aigars Cipruss, Vjačeslavs Fanduls, Aleksandrs Kerčs, Aleksandrs Macijevskis, Andrejs Maticins, Grigorijs Panteļejevs, Aleksandrs Semjonovs, Sergejs Seņins, Leonīds Tambijevs, Harijs Vītoliņš, Sergejs Žoltoks.
- Défenseurs : Kaspars Astašenko, Igors Bondarevs, Viktors Ignatjevs, Rodrigo Laviņš, Sandis Ozoliņš, Kārlis Skrastiņš, Atvars Tribuncovs.
- Gardiens : Arturs Irbe, Edgars Masaļskis, Sergejs Naumovs.
- Entraîneurs : Curt Lindström

#### République tchèque
- Attaquants : Petr Čajánek, Jiří Dopita, Radek Dvořák, Patrik Eliáš, Martin Havlát, Milan Hejduk, Jan Hrdina, Jaromír Jágr, Robert Lang, Pavel Patera, Robert Reichel, Martin Ručinský, Petr Sýkora.
- Défenseurs : Roman Hamrlík, Tomáš Kaberle, Pavel Kubina, Martin Škoula, Richard Šmehlík, Jaroslav Špaček, Michal Sýkora.
- Gardiens : Roman Čechmánek, Dominik Hašek, Roman Turek (réserviste).
- Entraîneurs : Josef Augusta

#### Russie
- Attaquants : Maksim Afinoguenov, Pavel Boure, Valeri Boure, Sergueï Fiodorov, Ilia Kovaltchouk, Viktor Kozlov, Alekseï Kovaliov, Oleg Kvacha, Igor Larionov, Andreï Nikolichine, Sergei Samsonov, Alekseï Iachine, Alekseï Jamnov
- Défenseurs : Sergueï Gontchar, Darius Kasparaitis, Vladimir Malakhov, Daniil Markov, Boris Mironov, Oleg Tverdovski, Dmitri Iouchkevitch.
- Gardiens : Nikolaï Khabibouline, Ievgueni Nabokov, Iegor Podomatski (réserviste).
- Entraîneurs : Viatcheslav Fetissov

#### Slovaquie
- Attaquants : Ľuboš Bartečko, Peter Bondra, Pavol Demitra, Marián Gáborík, Michal Handzuš, Ladislav Nagy, Vladimír Országh, Žigmund Pálffy, Ronald Petrovický, Miroslav Šatan, Jozef Stümpel, Richard Zedník.
- Défenseurs : Zdeno Chára, Richard Lintner, Jaroslav Obsut, Ľubomír Sekeráš, Peter Smrek, Radoslav Suchý, Róbert Švehla, Ľubomír Višňovský.
- Gardiens : Robert Folc (réserviste), Ján Lašák, Rastislav Staňa.
- Entraîneurs : Ján Filc

#### Suède
- Attaquants : Daniel Alfredsson, Magnus Arvedson, Per Johan Axelsson, Ulf Dahlen, Tomas Holmström, Mathias Johansson, Jörgen Jönsson, Markus Näslund, Michael Nylander, Mikael Renberg, Mats Sundin, Niklas Sundström, Henrik Zetterberg.
- Défenseurs : Kim Johnsson, Kenny Jönsson, Nicklas Lidström, Mattias Norström, Mattias Öhlund, Fredrik Olausson, Marcus Ragnarsson
- Gardiens : Johan Hedberg, Tommy Salo, Mikael Tellqvist.
- Entraîneurs :

#### Suisse
- Attaquants : Jean-Jacques Aeschlimann, Björn Christen, Flavien Conne, Gian-Marco Crameri, Patric Della Rossa, Patrick Fischer, Sandy Jeannin, Marcel Jenni, Martin Plüss, Ivo Rüthemann, André Rötheli, Reto von Arx.
- Défenseurs : Martin Höhener, Olivier Keller, Edgar Salis, Mathias Seger, Martin Steinegger, Mark Streit, Patrick Sutter, Julien Vauclair.
- Gardiens : David Aebischer, Martin Gerber, Lars Weibel (réserviste).
- Entraîneurs : Ralph Krueger

#### Ukraine
- Attaquants : Rouslan Bezchtchasny, Vasyl Bobrovnykov, Artem Hnidenko, Kostiantin Kassiantchouk, Dmitri Khristitch, Vitali Lytvynenko, Oleksandr Matviïtchouk, Oleksiï Ponikarovsky, Borys Protsenko, Roman Salnykov, Bogdan Savenko, Vadim Chakhraïtchouk, Vadym Slivchenko, Serhiï Varlamov.
- Défenseurs : Iouri Hounko, Serhiï Klimentiev, Oleg Polkovnykov, Oleksandr Savytsky, Valeri Chiriaïev, Andriï Srioubko, Viatcheslav Timtchenko, Dmytro Iakouchyne.
- Gardiens : Igor Karpenko, Vadym Selivertsov, Kostiantin Simtchouk.
- Entraîneurs : Anatoli Bogdanov